# Червоне вино перемоги (фільм, 1990)
«Червоне вино перемоги» — радянський художній телефільм 1990 року, знятий на студії «Укртелефільм».

## Сюжет
Фільм за однойменним оповіданням Є. Носова про останні дні Великої Вітчизняної війни. Дія фільму відбувається у військовому госпіталі.

## У ролях
- Сергій Никоненко —  Ніконорич
- Євген Леонов-Гладишев —  Саша
- Олексій Зайцев —  Іван Капешкін
- Володимир Левицький —  Міхай
- Олена Морозова —  Таня, медсестра
- Наталя Наум —  тітка Зіна, нянечка
- Альберт Філозов —  начальник госпіталю
- Петро Бенюк —  Звонарчук
- Борис Шевченко —  Сергій
- Олександр Калугін —  Бугаєнко
- Володимир Ямненко —  Саєнко
- Євген Весник —  фотограф
- Олег Масленников —  Кравцов
- Осип Найдук —  Туровець

## Знімальна група
- Режисер-постановник і сценарист: Едуард Дмитрієв
- Оператор-постановник: Едуард Колесов
- Композитор: Вадим Храпачов